# Laura Zimmermann
Laura Zimmermann es una deportista alemana que compitió en duatlón. Ganó una medalla de plata en el Campeonato Europeo de Duatlón de Media Distancia de 2017.

## Palmarés internacional
| Campeonato Europeo | Campeonato Europeo       | Campeonato Europeo | Campeonato Europeo |
| Año                | Lugar                    | Medalla            | Prueba             |
| ------------------ | ------------------------ | ------------------ | ------------------ |
| 2017               | Sankt Wendel ( Alemania) | Medalla de plata   | Individual         |